# Kényszerházasság
A kényszerházasság olyan házassági forma, amelyben az egyik vagy mindkét fél beleegyezése nélkül vagy akarata ellenére kötnek házasságot. Alternatív változatai közé tartozik a kényszerített élettársi viszony, illetve a házastársi rabszolgaság.
Az ENSZ szerint a kényszerházasság nem összeegyeztethető az alapvető emberi jogokkal, mivel megsérti az egyén szabadsághoz és az egyéni autonómiához való jogát. Az Emberi Jogok Egyetemes Nyilatkozata kijelenti, hogy a nők életében és emberi méltóságuk, egyenlőségük megőrzésében központi szerepet játszik, hogy szabad akaratukból házasodjanak össze egy olyan társsal, akik maguk választottak.
A Római katolikus egyházban a kényszerházasság elegendő indok a házasság érvénytelenítéséhez; házasság csak akkor számít érvényesnek, ha abba mindkét fél szabadon beleegyezett.
A Kiegészítő Egyezmény a rabszolgaság eltörléséért szintén tiltja az olyan házasságok létrejöttét, ahol a nőnek nincsen joga ellentmondani a szülei, családja vagy más személy akaratának. Ennek megakadályozásának érdekében megköveteli egy bizonyos minimális életkor meglétét.
A kényszerházasság nem egyenlő az elrendezett házassággal, amelyben a felek beleegyezésével a szüleik vagy egy kerítő keres számukra megfelelő házastársat, azonban a kettő között nincsen éles határvonal. Az elrendezett házasság során az egyénnek lehetősége van visszautasítani a házassági ajánlatot, kényszerházasság esetén nincsen. Azonban a társadalmi és családi nyomás, a szülőknek való megfelelési kényszer és a családi elvárások tisztelete miatt a kettő gyakran nem sokban különbözik egymástól.
Kényszerházasságok a mai napig gyakoriak a föld különböző részein, főként Dél-Ázsiában és Afrikában.
Partner által kikényszerített házasságról akkor van szó, ha egy nem házastársi kapcsolatban élő pár egyik fele erőlteti ki a házasságot erőszakkal vagy fenyegetéssel.
A latin 'raptio' szó a nők tömeges elrablására utal, melynek célja a házasságra való kényszerítésük vagy rabszolgaként (főleg szexrabszolgaként) való tartásuk, mely már az ókor óta előfordul.

## Történelmi áttekintés
A történelem során, főként a 18. század előtt a házasságokat a családok szervezték meg egymás között. A gyakorlat kultúrák szerint különbözött, de általában belefoglaltatott a nő apától való függésének átruházása a férjre.
A 18. század végén és a 19. század elején az Európában kialakult értelmiségi mozgalom, valamint a romantika során kezdett teret nyerni a szerelmi házasság új és haladó ideája. A 19. században a házassági gyakorlat Európa-szerte különbözött, de az elrendezett házasságok általában a társadalom felső rétegében voltak gyakoriak.
A 19. és 20. századi emancipáció során a házassági jogi gyakorlat drámai változásokon ment keresztül, főleg a tulajdon és gazdasági helyzet tekintetében. Oroszországban a 20. század kezdetéig az elrendezett házasság volt a norma, melyek legtöbbje endogám volt.
A 20. század közepéig a legtöbb nyugati országban kihirdették a családjog keretében a házastársak jogi egyenlőségét.
Svájc, Görögország, Spanyolország és Franciaország az európai országok között utolsóként hirdette ki a nemek egyenjogúságát az 1980-as években.
Az európai országok a 21. században figyeltek fel a kényszerházasság jelenségére, amikor olyan országokból érkeztek bevándorlóik, ahol a kényszerházasságok mindennapiak. Az Isztambuli Egyezmény megtiltja a kényszerházasságokat.
1969-ben Sierra Leone Különleges Bíróságának Fellebbviteli Tanácsa a háborúban a nők házasság céljából történő elrablását és fogva tartását emberiesség elleni bűntetté nyilvánította.
A Bírói Tanács a Charles Taylor döntés értelmében úgy határozott, hogy a 'kényszerházzaság' kifejezés helyett erre a háborús gyakorlatra inkább 'házastársi rabszolgaság'-ként kellene hivatkozni (2012).
2013-ban fogadták el az ENSZ első határozatát a gyermek-, korai és kényszerházasságok ellen. A határozat szerint ezek során olyan emberi jogok sérülnek, amelyek megfosztják az egyéneket attól, hogy az életüket az erőszak minden formájától mentesen éljék, és korlátozzák az olyan emberi jogok élvezését, mint a tanuláshoz, vagy a legmagasabb elérhető egészségügyi színvonalhoz való jog, beleértve a szexuális és reproduktív egészséget. Ebben a határozatban kimondták azt is, hogy a gyermek-, korai- és kényszerházasságok megakadályozását a 2015 utáni fejlesztési tervekben napirendre kell tűzni.
A gyermekházasságok a történelem során gyakoriak voltak, de a 19. és 20. században elkezdték megkérdőjelezni ezeket. A gyermekházasságokat gyakran tekintik kényszerházasságoknak, mivel a gyermekek (főként a fiatalok) a házasságról a családjuk befolyásolásának hatására nem minden információt figyelembe véve döntenek.
A nyugati országokban az utóbbi évtizedekben a házasság természete drámai változásokon ment keresztül. Átértékelődött a gyermekszülés fontossága és leegyszerűsödött a válás folyamata. Ezek következményeként a családi és társadalmi nyomás csökkent, a párválasztás szabadsága pedig megnőtt.
A történelmi időkben a kényszerházasságokban szükség volt arra, hogy a fogoly (rabszolga vagy hadifogoly) integrálódjon a fogva tartó közösségébe és elfogadja sorsát.
John R. Jewitt például 3 évet töltött a Nootka törzs fogságában a Csendes Óceán Északnyugati partvidékén 1802 és 1805 között. A törzsfőnökök tanácsa úgy döntött, hogy amennyiben megházasodik és feleségén és annak családján keresztül örökre fogva tartóival marad, megbocsátanak neki. A halálbüntetés alternatívája a kényszerházasság volt, így a kettő közül a kisebb rosszat választotta.

Tekintélyelvű kormányok a tervezett népességi mutatók megtartása érdekében alkalmaztak kényszerházasságokat. Kambodzsában a Khmer Rouge rezsim szisztematikusan kényszerítette az embereket arra, hogy házasodjanak, ezzel fenntartva a forradalom folytatásához szükséges népességszámot.

Ebben a korszakban a feleket falu vezetője vagy egy magas rangú vezető felkereste és értesítette arról, hogy össze kell házasodniuk, valamint a szertartás helyéről és idejéről. A házasulandó felek gyakran az esküvőn látták egymást először. A szülők vagy más családtagok nem vehettek részt sem a házastárs kiválasztásában, sem a szertartáson.
A Khmer Rouge szerint a szülői beleegyezés nem volt szükséges, hiszen a rezsim volt a nép anyja és apja. Ezeken a házassági szertartásokon legalább három, de akár 160 pár is összeházasodott.

## A kényszerházasságok okai
Számos tényező vezethet olyan kultúrák kialakulásához, amelyekben elfogadják illetve ösztönzik a kényszerházasságokat. Ezeknek a házasságoknak a célja többek között a családi kapcsolatok erősítése, nemkívánatos viselkedés és szexualitás, a házasságon kívüli terhesség megakadályozása, a „nem megfelelő” kapcsolatok megelőzése, kulturális és vallási normák megőrzése, a vagyon családban tartása, a szegénységből való kitörés vagy bevándorlás megkönnyítése.

## Következmények

### Következmények az áldozatok és a társadalom számára
A korai és kényszerházasságok hozzájárulnak ahhoz, hogy az emberek, kifejezetten a nők szegénységi spirálba és tehetetlenségbe sodródjanak. A legtöbbjük rossz bánásmódnak, erőszaknak és nemi kényszerítésnek van kitéve.
Azok a nők, akiket fiatalon adnak férjhez, jobban ki vannak téve a férjük dominanciájának, valamint a nemi és utódnemzési egészségi színvonaluk is alacsonyabb.
A fiatal feleségek jobban ki vannak téve a HIV-fertőzés veszélyének és az egészségük veszélybe kerülhet.
A legtöbb házasságra kényszerített lány nem részesül megfelelő oktatásban és gyakran írástudatlan. A fiatalok általában röviddel a házasság előtt kilépnek az oktatásból.

### Jogi következmények
Az. hogy a kényszerházasság megtámadható-e a helyi jogalkotás függvénye, az áldozatok bizonyos esetekben válásért vagy semmissé nyilvánításért folyamodhatnak.
Némely jogrendszerben házasság kényszerítése büntetőeljárást von maga után.
Angliában és Walesben a Matrimonial Causes Act 1973 értelmében a kényszerházasság megtámadható.

### Erőszak
A kényszerházasságokhoz gyakran kapcsolódik erőszak a házasságon belül, a házasságra való kényszerítés során, vagy a visszautasítás büntetéseként. Extrém esetekben azokat a lányokat és nőket, akik nem engedelmeskednek megölik, ezzel állítva helyre a család „becsületét” (lásd becsületgyilkosság).

## Összefüggések a hozománnyal és a menyasszony árával
Az olyan hagyományok őrzése, mint a hozomány és a menyasszony ára hozzájárulnak a kényszerházasságok fennmaradásához.
A hozomány az a pénzösszeg vagy vagyon, amit a feleség, vagy a feleség családja ad a férjnek a házasság létrejöttével.
A menyasszony árát a férj vagy a férj családja fizeti ki a menyasszonynak a házasságért.
A hozomány fizetésének gyakorlata főleg Dél-Ázsiában elterjedt, a menyasszony árát pedig Afrika szub-szaharai részén (lásd még: Lobolo) és Délkelet-Ázsia egyes részein fizetik (például Kambodzsában vagy Thaiföldön).

## Házasság és emberrablás
A történelem során az asszonyrablás bevett gyakorlat volt, de a mai napig előfordul néhány országban, főleg Közép-Ázsiában, a Kaukázusban és Afrika egyes részein. A férj gyakran barátai segítségével rabolja el a lányt vagy nőt, akiket ezután a leendő férj gyakran megerőszakol, hogy a szüzességét elvesztett lányra alacsonyabb árat tudjon kialkudni és törvényesíthesse a házasságot.
A nőnek legtöbbször nincs más választása, mint elfogadni a házassági ajánlatot. Amennyiben visszamegy a családjához, kiközösítésnek teszi ki őket, hiszen a közösség szemében már „tisztátlan”.

## Kényszerházasság viták elrendezésére
A kényszerházasság gyakran családok közötti viták következménye, ahol azzal oldják meg a nézeteltérést, hogy az egyik család felajánl a másiknak egy nőt.
A Vani Pakisztánban elterjedt kulturális szokás, melynek során egy lányt kényszerítenek házasságra, egy a férfirokonai által elkövetett bűntény büntetéseként. A Vani a kényszerített gyermekházasság egy formája, a döntést a büntetésvégrehajtás e formájáról a jirga, a falu öregjeinek a tanácsa hozza meg.

## Özvegy-öröklés
Az özvegy-öröklés vagy menyasszony-öröklés olyan kulturális és társadalmi szokás, melynek során az elhunyt férj özvegyének össze kell házasodnia a férj egy férfirokonával, gyakran a fiútestvérével. Ez a gyakorlat főleg Afrika egyes részein elterjedt, és összefüggésbe hozzák a HIV/AIDS elterjedésével is.

## Kényszerházasságok fegyveres konfliktusokban
Konfliktus sújtotta területeken a lányoknak és nőknek gyakran össze kell házasodniuk a konfliktus valamelyik oldalán harcoló férfiakkal. Ez a gyakorlat az utóbbi időben Sierra Leonéban, Ugandában és a Kongói Demokratikus Köztársaságban gyakori. A történelem során a nőket hadizsákmánynak tekintették, akiket elraboltak, megerőszakoltak és házasságra vagy szexrabszolgaságra kényszerítettek. Mivel a nők tulajdonnak számítottak, észszerű volt őket az ellenség eltulajdonítható ingóságaként kezelni.

## Kilépés kényszerházasságból
A kényszerházasság felbontása a világ sok részén különösen nehéz. Afrikában a menyasszony ára a legfőbb akadálya a házasságból való kilépésnek. Ha a menyasszony árát kifizették, a lány a férj és annak családjának a tulajdonává válik. Amennyiben a lány ki akar lépni a házasságból, a férj visszakövetelheti az összeget, amit a lány családja gyakran nem tud, vagy nem akar visszafizetni.

## Országok szerint

### Afrika

#### Dél-Afrikai Köztársaság
Dél-Afrikában az ukuthwala során fiatal lányokat rabolnak el és kényszerítenek házasságra, gyakran a szüleik beleegyezésével, mely főleg a vidéki területeken elterjedt gyakorlat.
Az érintett lányok gyakran fiatalkorúak, sokszor nyolc évesnél is fiatalabbak. 2009-es médiajelentések szerint havonta több, mint 20 lány hagyja abba tanulmányait az ukuthwala miatt.

#### Nigéria
A világon Nigériában a legmagasabb a gyermekházasságok aránya; szintén itt a legmagasabb a termékenységi index. Az élelmiszerhiány miatt sok lányt adnak el feleségnek. Azokat a nőket, akik megpróbálnak kilépni a kényszerházasságokból, a családjuk gyakran kiközösíti őket, így prostitúcióra kényszerülnek, hogy fenn tudják tartani magukat.

#### Madagaszkár
Madagaszkáron elterjedt a kényszerházasság. A lányokat a családjuk adja férjhez, akik elhitetik velük, hogy amennyiben elutasítják a házassági ajánlatot, átok száll rájuk. Néhány esetben a férj sokkal idősebb a feleségnél, és annak halála után az özvegyet a társadalom kirekeszti és diszkriminálja.

#### Malawi
A Human Rights Watch jelentése szerint Malawiban széles körben elterjedt a gyermek- és kényszerített házasság, a lányok fele 18 éves kora előtt megy férjhez. A menyasszony árának gyakorlata, helyi elnevezéssel a "lobolo" gyakori Malawiban és nagy szerepet játszik a kényszerházasságok fennmaradásában.
Az özvegyek megöröklése is hagyomány Malawiban. A házasság után a feleség jogai és szabadsága erősen korlátozottak; a lányokat a házasságra való felkészítés során a férjüknek való alárendelt szerepükre tanítják.

#### Mauritánia
Mauritániában a kényszerházasság három fő formában jelenik meg: házasság egy unokatestvérrel (ez a maslaha), házasság egy gazdag férfival gazdasági nyereség reményében, és poligám házasság egy befolyásos férfival.

### Ázsia

#### Kártérítési házasság
A kártérítési házasság (helyi nyelven vanni, swara vagy sang chatti) során a hagyomány szerint fiatal lányokat kényszerítenek házasságra hogy azzal törzsi viszályokat oldjanak meg. Ez a gyakorlat Pakisztánban és Afganisztánban elterjedt. Bár Pakisztánban illegális, Haibar-Pahtúnhva tartományban gyakori.

#### India
A fiúgyermekek előnyben részesítése és az ennek következményeként kialakult nemek közötti arány a menyasszonyok hiányát okozta, ami kényszerházasságokhoz vezet.
Jasvinder Sanghera, akit a családja 16 évesen kitagadott, mert visszautasított egy házassági ajánlatot, alapította meg a Karma Nirvana nevű jótékonysági szervezetet, melyhez havonta több, mint 600 hívás érkezik.

#### Nepál
Mint Dél-Ázsia több részén, a lányok Nepálban is tehernek számítanak a családjuk számára a hozomány miatt. A szülők gyakran azért adják még fiatalon férjhez a lányaikat, mert később egy idősebb és műveltebb férfi magasabb hozományt követelhet.
Mivel az özveggyé vált asszonyok gyakran elvesztik társadalmi státuszukat, a kormány a probléma megoldásaként 2009-ben azoknak a férfiaknak, akik özvegyen maradt nőt vettek feleségül pénzügyi támogatást (50 000 nepáli rúpiát) nyújtott. A rendelet ellen megalázó és kényszerházasságokat ösztönző volta miatt számos özvegy- és emberjogi csoport tiltakozott.

#### Sri Lanka
A Reproductive Health Matters folyóirat 2004-ben megjelent cikke szerint Sri Lankán a fegyveres konfliktusok miatt terjedtek el a kényszerházasságok. A családok attól féltek, hogy lányaik a házasság előtt elveszítik szüzességüket (amelynek a konfliktusok miatt nagyobb valószínűséget tulajdonítottak) és ezzel csökken az esélyük arra, hogy később férjhez menjenek.

### Amerika

#### Amerikai Egyesült Államok
Becslések szerint pakisztáni lányok százait utaztatják ki évente New York környékéről Pakisztánba, hogy ott kényszerházasságot kössenek. Azokat akik ellentmondanak, megfenyegetik vagy kényszerítik. A John Jay College of Criminal Justice az AHA Alapítvány megbízásából készített tanulmányt New Yorkban a kényszerházasságok előfordulási arányáról, melynek eredményei kétértelműek voltak. A National Center for Victims of Crime Conference szerint kevés a kényszerházasságok ellen hozott jog és törvény, bár több általános, nem specifikus rendelkezés alkalmazható.[forrás?] A Fraidy Reiss által alapított Unchained at Last szervezet egyedülálló az USA-ban, kényszerházasságok vagy elrendezett házasságok áldozatainak nyújt ingyenes jogi tanácsadást.

#### Kanada
A kényszerházasságok Kanadában a bevándorló közösségek körében elterjedtek.
Egészen a közelmúltig nem övezte nagy figyelem a kényszerházasságokat, ami a gyakorlatot megvédte a jogi közbeavatkozástól is.
2015-ben a 'Bill S-7' keretében felvették a bűncselekmények közé, azóta a kényszerházasság a Kanadai Büntető Törvénykönyv szerint bűncselekménynek számít.

## Statisztika
- Dél-Ázsiában 18 éves kor alatt: 48%
- Bangladeshben 15 éves kor alatt: 27,3%
- Afrikában 18 éves kor alatt: 42%
- Nigerben 15 éves kor alatt: 26%
- Kirgizisztánban 18 éves kor alatt: 21,2%
- Kazahsztánban 18 éves kor alatt: 14,4%

## Fordítás
- Ez a szócikk részben vagy egészben  a   Forced Marriage című angol Wikipédia-szócikk ezen változatának fordításán alapul.  Az eredeti cikk szerkesztőit annak laptörténete sorolja fel. Ez a jelzés csupán a megfogalmazás eredetét és a szerzői jogokat jelzi, nem szolgál a cikkben szereplő információk forrásmegjelöléseként.